# 项贤明
项贤明（1965年10月—），中国人民大学二级教授，中国人民大学教育学院学术委员会主席，校学术委员会委员，《中国人民大学教育学刊》主编。曾任北京师范大学国际与比较教育研究所所长。主要研究方向为广义教育学理论和比较教育方法论。现任中国教育学会比较教育分会常务理事，中国民主促进会中央教育委员会副主任，中国民主促进会北京市委青年工作委员会副主任。
项贤明主要研究领域为教育哲学和比较教育。他在教育哲学领域率先提出以主体际交往关系的理论模型来解释教育活动中人与人之间的关系，并对教育科学一些核心概念做出了全新的阐释，在理论上揭示了人类教育面临的根本问题。在比较教育学领域，他通过研究提出以中国“和”的哲学为基础建立新型的比较教育研究方法论，并独创性地提出在教育和文化建设中以“本土生长”代替“本土化”等观点。项贤明教授目前已出版个人学术专著《泛教育论——广义教育学的初步探索》和《比较教育学的文化逻辑》等2部、译著2部、主编或合作编写高校教材2部，在国内外学术期刊发表学术论文180余篇。他独立主持国家社科基金国家级重点项目1项、教育部社科重大攻关项目1项、其他省部级项目若干项。曾获得全国百篇优秀博士论文奖、国家图书奖、教育部高校社科优秀成果奖、北京市哲学社会科学优秀成果一等奖等多项学术奖项。

## 生平
- 1997年在南京师范大学获得博士学位
- 1999年在北京师范大学国际与比较教育研究所博士后出站，并留所任教，评定副教授职称。
- 2001年破格评定教授职称
- 2007年首批评定二级教授（中国教授最高等级）职称
- 2011年由北京师范大学调入中国人民大学

## 主要学术专著
- 博士论文《泛教育论——广义教育学的初步探索》获得中华人民共和国国务院学位委员会颁发的2000年全国优秀博士学位论文奖。2005年入选中华人民共和国教育部“新世纪优秀人才支持计划”。
- 《泛教育论——广义教育学的初步探索》（山西教育出版社2000年版，曾获得中国国家图书奖）
- 《比较教育学的文化逻辑》（黑龙江教育出版社2000年版）